# Нові війни
Нові війни — це термін, запропонований британським вченим Мері Калдор для характеристики війни в епоху після холодної війни. Ця форма ведення війни характеризується:
- насильство між різними комбінаціями державних і недержавних мереж
- боротьба в ім’я політики ідентичності на противагу ідеології
- спроби досягти політичного, а не фізичного контролю над населенням через страх і терор
- конфлікт, що фінансується не обов’язково державою, а іншими грабіжницькими засобами, спрямованими на продовження насильства[1]

Інші терміни, які використовуються для поняття, включають «війни між людьми», «війни третього роду», «гібридні війни», «приватизовані війни» та «постмодерні війни». Теза про нові війни була прийнята та адаптована іншими авторами, а також піддана критиці з різних точок зору.

## Опис
Визначення «нових війн» Калдором зроблено в контексті ширшої дискусії про «тезу про нову війну» між науковцями про те, як правильно визначити або назвати очевидну революцію у військових діях у світі після холодної війни. Калдор має на увазі, що нові характеристики війни необхідно аналізувати в контексті глобалізації. Калдор визнає, що «нові війни» не обов’язково є новими, тому що вони не мають прецедентів в історії; однак вона наполягає на збереженні терміну, оскільки все ще існує певна потреба в нових політичних реакціях. Старі міжнародні стратегії не змогли успішно розглянути характеристики нових війн і замість цього продовжують розглядати їх як старі звичайні війни. Термін є антонімом звичайної війни, коли звичайна військова зброя та тактика бою більше не використовуються між двома чи більше державами у відкритому протистоянні.
Інші автори також намагалися охарактеризувати зміни у війні, але використовуючи інші дескриптори. Визнаючи розмитість між державними та недержавними акторами та подвійне злиття міждержавного та внутрішньодержавного конфлікту, Френк Гофман зображує сучасні війни як «гібридні війни». Мартін Шоу обрав термін « вироджена війна », щоб описати, як воююча сторона атакує цивільне населення противника в рамках ширшої військової кампанії, наприклад, під час повітряного бомбардування міст, але знищення не є кінцевою метою: ворогом є держава, а не населення противника.
Часто термін «нова війна» порівнюють або визначають як «конфлікт низької інтенсивності», термін, винайдений армією США, який широко охоплює всі сучасні війни, які не зовсім відповідають порогу або рівню насильства, характерним для звичайних війн.
Іншими прихильниками теорії нової війни є Герфрід Мюнклер з Німеччини, Мартін ван Кревельд з Ізраїлю, Мохаммад Мірваіс Балхі з Афганістану і Мохамед Махмуд Улд Мохамеду з Мавританії.

## Критика
Дехто розкритикував концепцію Калдора щодо нових війн, які поставили під сумнів можливість розмежування старих і нових. Де Ваал зазначає, що ідея «нових війн», використана Калдором, є не описом нових конфліктів як таких, а описом конфліктів у менш керованих країнах.
Даффілд припускає, що те, що розглядається як «нове», — це сфера безпеки, яка була сформована тим, що він називає мережевими війнами, які описуються як «ризоматичні та антиінституційні за характером» і які зазвичай можуть бути пов’язані зі змінами в соціальному житті. Мережеві війни розглядаються як невизначена та насильницька форма рефлексивної сучасності, де «війна як рефлексивне мережеве підприємство не слідує традиційній державній моделі ескалації, глухого кута та занепаду». Крім того, війни в Африці вважаються такими, що беруть участь не лише національні, а й інші міжнародні актори.
Едвард Ньюман пише про важливість розгляду історичних прикладів для будь-яких тверджень про якісні зміни в останніх війнах. Він припускає, що є багато цінних моментів, зроблених у науці про нові війни, включаючи важливість соціальної та економічної динаміки для війни, і що є приклади сучасних воєн, таких як боснійська війна, які відповідають шаблону нових воєн. Однак він стверджує, що більшість елементів «нових війн» насправді не є новими, а скоріше існували принаймні останнє століття. На думку Ньюмена, ці елементи були більш і менш помітними в різні часи та місця, а не лише зростали останнім часом, і основні відмінності зараз полягають у тому, що «науковці, політичні аналітики та політики зосереджуються на цих факторах більше, ніж раніше». і краще їх розуміння, а також те, що ЗМІ підвищили обізнаність громадськості про реалії та жорстокість війни.
У 2013 році Калдор розглянула чотири основні компоненти аргументів своїх недоброзичливців: чи є нові війни «новими»; чи є нові війни війною чи злочином; чи підтверджують дані твердження про нові війни; і чи є нові війни «постклаузевіцькими». Калдор одразу зазначає, що «одна з проблем багатьох критиків полягає в тому, що вони об’єднують різні версії аргументу та розглядають критику одного конкретного аспекту, що міститься в одній конкретній версії, як критику цілого аргументу». По-перше, вона заперечує критику проти розрізнення «старих» і «нових» війн. Критики визнають, що теза про «нові війни» допомагає у прийнятті зовнішньополітичних рішень, що й було її наміром.
Ще одна критика полягає в тому, що нові війни не враховують ґендерної логіки та впливу війни.

## Подальше читання
- Мері Калдор: «Старі війни, холодні війни, нові війни та війна з терором», лекція в Центрі вивчення холодної війни Лондонської школи економіки, 2 лютого 2005 р.
- Ismail Küpeli: Die neuen Kriege - Einige Anmerkungen zu Kriegslegitimationen des 21. Jahrhunderts, у: ibd.: Europas "Neue Kriege", Moers 2007,ISBN 978-3-9810846-4-1 (критика ідеї «нових війн» німецькою мовою, скачати безкоштовно)
- Герфрід Мюнклер: Нові війни . 2004 рік,ISBN 978-0-7456-3337-4
- Браян Сміт:  «Дві догми нової війни», Міжнародний журнал військової історії та історіографії 2018, DOI: https://doi.org/10.1163/24683302-03801004